# Associazione Sportiva Bari 1990-1991
Questa voce raccoglie le informazioni riguardanti l'Associazione Sportiva Bari nelle competizioni ufficiali della stagione 1990-1991.

## Stagione
Fonti

Il brasiliano João Paulo nel 1990-91; a fine stagione disputò la Coppa America con la nazionale verde-oro.

Nella stagione 1990-1991 il Bari disputa il campionato di Serie A, raccoglie 29 punti ottenendo il tredicesimo posto; lo scudetto per la prima volta viene vinto dalla Sampdoria di Mantovani e Boskov.
Riecheggiano ancora le "notti magiche" dei Mondiali da poco conclusi, in cui è stato inaugurato il nuovo Stadio San Nicola. Il Bari, sempre affidato a Gaetano Salvemini per la terza stagione di fila, affronta il secondo anno consecutivo nella massima serie, disputandolo per la prima volta nel suo nuovo stadio. Lascia la squadra il portiere Alessandro Mannini, sostituito per volere di Salvemini con Giulio Drago, mentre fra gli acquisti, in evidenza il giovane centravanti rumeno della nazionale Florin Raducioiu (ingaggiato come terzo straniero al posto del difensore argentino Néstor Lorenzo, che è stato ceduto agli inglesi dello Swindon Town), e il centrocampista Enrico Cucchi dall'Inter; il giovane della nazionale italiana Under 21 Angelo Carbone viene ceduto al Milan di Arrigo Sacchi in cambio dell'esperta mezzala Angelo Colombo. Venduto, fra il disappunto dei tifosi, il cartellino dell'ala Carlo Perrone.
Il girone di andata viene chiuso con 17 punti, media di un punto a partita, in posizione di centro classifica. La maggiore soddisfazione è arrivata il 25 novembre, con la vittoria 2-0 sulla Juventus di Maifredi (goal di Soda e autorete di De Marchi). Nel mercato suppletivo autunnale, una delle operazioni ha riguardato il primo portiere Drago, scambiato con il pari ruolo della Triestina Enzo Biato. Il girone di ritorno dà meno soddisfazioni, caratterizzato più che nell'andata dagli alti e bassi, e da rumor di calciomercato su trattative per l'anno successivo (nello specifico, i trasferimenti di Carrera e Maiellaro avvennero poi effettivamente). La matematica permanenza in massima serie è ottenuta dai galletti con la vittoria 2-1 sul Milan in penultima giornata, il 19 maggio 1991, con una doppietta di João Paulo rimasta celebre (di Marco Simone il momentaneo pareggio dei rossoneri). La formazione biancorossa conclude il campionato al 13º posto con 29 punti, a quattro lunghezze dalla zona retrocessione. Joao Paulo ha chiuso la stagione con 14 reti messe a segno, delle quali 12 in campionato e 2 in Coppa Italia, 4 su calcio di rigore; la stagione precedente aveva realizzato 6 reti. Anche Pietro Maiellaro si è ripetuto, risultando determinante in diverse gare e facendosi apprezzare per le doti tecniche, impreziosendo il suo campionato con 7 centri. L'ex della Dinamo Bucarest Florin Răducioiu ha realizzato 5 goal.
Nella Coppa Italia i biancorossi sono entrati in scena nel secondo turno eliminando nel doppio confronto il Messina di Serie B, dopo due pareggi a reti bianche hanno ottenuto il passaggio alla fase successiva vincendo ai calci di rigore (3-5) sullo stretto; negli ottavi di finale giocati a novembre, i galletti hanno eliminato l'Atalanta. Nei quarti di finale, a febbraio, è terminato il percorso del Bari, che ha ceduto il passaggio alle semifinali al Milan, perdendo di misura il doppio confronto.

## Divise e sponsor
Lo sponsor tecnico per la stagione 1990-1991 è sempre Adidas, mentre lo sponsor ufficiale è Sud Factoring, società operante nel credito bancario.
|  | Casa | Trasferta | Terza | 2ª di casa |

## Risultati

### Serie A

#### Girone di andata
| Arbitro: | Coppetelli (Tivoli) |

|                               |           |  |
| Caniggia 49’ Evair 56’ (rig.) | Marcatori |  |

| Arbitro: | Luci (Firenze) |

|                                     |           |           |
| Raducioiu 39’ João Paulo 89’ (rig.) | Marcatori | 9’ Müller |

| Arbitro: | Pezzella (Frattamaggiore) |

|                  |           |  |
| A. Carnevale 48’ | Marcatori |  |

| Arbitro: | Nicchi (Arezzo) |

|                            |           |                        |
| João Paulo 39’ Di Cara 73’ | Marcatori | 59’ Brolin 84’ Minotti |

| Arbitro: | Cinciripini (Ascoli Piceno) |

|                                          |           |                                   |
| Ciocci 27’ (rig.), 65’ Amarildo 36’, 80’ | Marcatori | 54’ (rig.) João Paulo 83’ Amoruso |

| Arbitro: | Magni (Bergamo) |

|                                               |           |  |
| Maiellaro 53’, 89’ João Paulo 74’ (rig.), 82’ | Marcatori |  |

| Arbitro: | Bruni (Arezzo) |

|          |           |               |
| Sosa 45’ | Marcatori | 26’ Raducioiu |

| Bari 11 novembre 1990 8ª giornata | Bari               | 0 – 0 referto | Napoli | Stadio San Nicola\| Arbitro: \| Sguizzato (Verona) \| |
| Arbitro:                          | Sguizzato (Verona) |               |        |                                                       |

| Arbitro: | Frigerio (Milano) |

|                                              |           |  |
| Cabrini 51’ (rig.) Detari 61’ P. Mariani 81’ | Marcatori |  |

| Arbitro: | Pezzella (Frattamaggiore) |

|                              |           |  |
| Soda 8’ De Marchi 31’ (aut.) | Marcatori |  |

| Arbitro: | F. Baldas (Trieste) |

|              |           |            |
| Maccoppi 31’ | Marcatori | 35’ Serena |

| Arbitro: | Boggi (Salerno) |

|          |           |                |
| Buso 45’ | Marcatori | 36’ João Paulo |

| Arbitro: | Lo Bello (Siracusa) |

|               |           |                |
| Raducioiu 28’ | Marcatori | 8’ A. Lombardo |

| Arbitro: | Lanese (Messina) |

|                |           |          |
| A. Morello 34’ | Marcatori | 88’ Soda |

| Arbitro: | Felicani (Bologna) |

|                                    |           |  |
| Raducioiu 15’ E. Cucchi 84’ (rig.) | Marcatori |  |

| Arbitro: | Trentalange (Torino) |

|                                |           |  |
| Gullit 30’ Brambati 58’ (aut.) | Marcatori |  |

| Arbitro: | Bazzoli (Merano) |

|                                                      |           |            |
| Terracenere 3’ João Paulo 52’ Maiellaro 75’ Soda 84’ | Marcatori | 2’ Fonseca |

#### Girone di ritorno
| Arbitro: | Cornieti (Forlì) |

|                                                      |           |              |
| Colombo 25’, 67’ João Paulo 29’ (rig.) Maiellaro 52’ | Marcatori | 78’ Bonavita |

| Arbitro: | Stafoggia (Pesaro) |

|                                            |           |  |
| Annoni 40’ Policano 60’ Bresciani 72’, 76’ | Marcatori |  |

| Arbitro: | Boggi (Salerno) |

|  |           |          |
|  | Marcatori | 83’ Nela |

| Arbitro: | Fabricatore (Roma) |

|                     |           |  |
| Brambati 46’ (aut.) | Marcatori |  |

| Arbitro: | Cinciripini (Ascoli Piceno) |

|                 |           |  |
| Terracenere 45’ | Marcatori |  |

| Arbitro: | Ceccarini (Livorno) |

|                                             |           |                      |
| Aguilera 29’ (rig.) Skuhravy 62’ Branco 76’ | Marcatori | 38’ (rig.) Maiellaro |

| Bari 10 marzo 1991 24ª giornata | Bari            | 0 – 0 referto | Lazio | Stadio San Nicola\| Arbitro: \| Magni (Bergamo) \| |
| Arbitro:                        | Magni (Bergamo) |               |       |                                                    |

| Arbitro: | Cesari (Genova) |

|          |           |  |
| Zola 55’ | Marcatori |  |

| Arbitro: | Bruni (Arezzo) |

|                                        |           |  |
| Maiellaro 44’, 61’ João Paulo 45’, 73’ | Marcatori |  |

| Arbitro: | Quartuccio (Torre Annunziata) |

|                                        |           |                       |
| Hassler 45’ G. Marocchi 80’ Corini 90’ | Marcatori | 9’ (aut.) Júlio Cèsar |

| Arbitro: | Ceccarini (Livorno) |

|                                                                  |           |               |
| Matthaus 42’ (rig.) Serena 75’, 78’ A. Bianchi 83’ Klinsmann 90’ | Marcatori | 89’ Raducioiu |

| Bari 14 aprile 1991 29ª giornata | Bari          | 0 – 0 referto | Fiorentina | Stadio San Nicola\| Arbitro: \| Longhi (Roma) \| |
| Arbitro:                         | Longhi (Roma) |               |            |                                                  |

| Arbitro: | Luci (Firenze) |

|                                                 |           |                             |
| Vierchowod 41’ R. Mancini 45’ Vialli 75’ (rig.) | Marcatori | 64’ G. Loseto 79’ E. Cucchi |

| Arbitro: | Beschin (Legnago) |

|          |           |              |
| Soda 84’ | Marcatori | 86’ Pasculli |

| Arbitro: | Lo Bello (Siracusa) |

|                |           |  |
| Fiorentini 76’ | Marcatori |  |

| Arbitro: | Amendolia (Messina) |

|                    |           |            |
| João Paulo 4’, 65’ | Marcatori | 53’ Simone |

| Arbitro: | Rosica (Roma) |

|            |           |             |
| Mobili 46’ | Marcatori | 38’ F. Lupo |

### Coppa Italia

#### Fasi eliminatorie
| Bari 4 settembre 1990 Secondo turno - Andata | Bari             | 0 – 0 | Messina | Stadio San Nicola\| Arbitro: \| Cardona (Milano) \| |
| Arbitro:                                     | Cardona (Milano) |       |         |                                                     |

| Arbitro: | Fabricatore (Roma) |

|                                       |                      |                                                |
| F. Bonomi Cambiaghi Miranda De Trizio | Tiri di rigore 3 – 5 | João Paulo Laureri Gérson Di Gennaro Scarafoni |

#### Fase finale
| Arbitro: | Scaramuzza (Mestre) |

|             |           |  |
| Maniero 18’ | Marcatori |  |

| Arbitro: | Amendolia (Messina) |

|                                 |           |  |
| João Paulo 48’, 51’ Laureri 82’ | Marcatori |  |

| Arbitro: | Lanese (Messina) |

|  |           |            |
|  | Marcatori | 77’ Simone |

| Milano 20 febbraio 1991 Quarti di finale - Ritorno | Milan          | 0 – 0 | Bari | Stadio Giuseppe Meazza\| Arbitro: \| Luci (Firenze) \| |
| Arbitro:                                           | Luci (Firenze) |       |      |                                                        |

## Statistiche

### Statistiche di squadra
| Competizione | Punti | In casa | In casa | In casa | In casa | In casa | In casa | In trasferta | In trasferta | In trasferta | In trasferta | In trasferta | In trasferta | Totale | Totale | Totale | Totale | Totale | Totale | DR |
| Competizione | Punti | G       | V       | N       | P       | Gf      | Gs      | G            | V            | N            | P            | Gf           | Gs           | G      | V      | N      | P      | Gf     | Gs     | DR |
| ------------ | ----- | ------- | ------- | ------- | ------- | ------- | ------- | ------------ | ------------ | ------------ | ------------ | ------------ | ------------ | ------ | ------ | ------ | ------ | ------ | ------ | -- |
| Serie A      | 29    | 17      | 9       | 7       | 1       | 30      | 10      | 17           | 0            | 4            | 13           | 11           | 37           | 34     | 9      | 11     | 14     | 41     | 47     | -6 |
| Coppa Italia |       | 3       | 1       | 1       | 1       | 3       | 1       | 3            | 0            | 2            | 1            | 0            | 1            | 6      | 1      | 3      | 2      | 3      | 2      | +1 |
| Totale       |       | 20      | 10      | 8       | 2       | 33      | 11      | 20           | 0            | 6            | 14           | 11           | 38           | 40     | 10     | 14     | 16     | 44     | 49     | -5 |

### Statistiche dei giocatori
| Giocatore      | Serie A  | Serie A | Serie A     | Serie A    | Coppa Italia | Coppa Italia | Coppa Italia | Coppa Italia | Totale   | Totale | Totale      | Totale     |
| Giocatore      | Presenze | Reti    | Ammonizioni | Espulsioni | Presenze     | Reti         | Ammonizioni  | Espulsioni   | Presenze | Reti   | Ammonizioni | Espulsioni |
| -------------- | -------- | ------- | ----------- | ---------- | ------------ | ------------ | ------------ | ------------ | -------- | ------ | ----------- | ---------- |
| G. Alberga     | 10       | -11     | ?           | ?          | 1            | 0            | ?            | ?            | 11       | -11    | ?           | ?          |
| L. Amoruso     | 5        | 1       | ?           | ?          | 1            | 0            | ?            | ?            | 6        | 1      | ?           | ?          |
| E. Biato       | 19       | -25     | ?           | ?          | 3            | -2           | ?            | ?            | 22       | -27    | ?           | ?          |
| M. Brambati    | 31       | 0       | ?           | ?          | 3            | 0            | ?            | ?            | 34       | 0      | ?           | ?          |
| M. Carrera     | 30       | 0       | ?           | ?          | 6            | 0            | ?            | ?            | 36       | 0      | ?           | ?          |
| A. Colombo     | 24       | 2       | ?           | ?          | 3            | 0            | ?            | ?            | 27       | 2      | ?           | ?          |
| E. Cucchi      | 20       | 2       | ?           | ?          | 5            | 0            | ?            | ?            | 25       | 2      | ?           | ?          |
| A. Deruggiero  | 2        | 0       | ?           | ?          | 1            | 0            | ?            | ?            | 3        | 0      | ?           | ?          |
| G. Dicara      | 8        | 1       | ?           | ?          | 6            | 0            | ?            | ?            | 14       | 1      | ?           | ?          |
| A. Di Gennaro  | 17       | 0       | ?           | ?          | 3            | 0            | ?            | ?            | 20       | 0      | ?           | ?          |
| G. Drago       | 7        | -11     | ?           | ?          | 2            | 0            | ?            | ?            | 9        | -11    | ?           | ?          |
| Gerson         | 31       | 0       | ?           | ?          | 6            | 0            | ?            | ?            | 37       | 0      | ?           | ?          |
| Joao Paulo     | 29       | 12      | ?           | ?          | 6            | 2            | ?            | ?            | 35       | 14     | ?           | ?          |
| M. Laureri     | 13       | 0       | ?           | ?          | 6            | 1            | ?            | ?            | 19       | 1      | ?           | ?          |
| G. Loseto (II) | 26       | 1       | ?           | ?          | 2            | 0            | ?            | ?            | 28       | 1      | ?           | ?          |
| F. Lupo        | 22       | 1       | ?           | ?          | 1            | 0            | ?            | ?            | 23       | 1      | ?           | ?          |
| S. Maccoppi    | 15       | 1       | ?           | ?          | 4            | 0            | ?            | ?            | 19       | 1      | ?           | ?          |
| P. Maiellaro   | 27       | 7       | ?           | ?          | 4            | 0            | ?            | ?            | 31       | 7      | ?           | ?          |
| P. Parente     | 6        | 0       | ?           | ?          | 1            | 0            | ?            | ?            | 7        | 0      | ?           | ?          |
| F. Raducioiu   | 30       | 5       | ?           | ?          | 4            | 0            | ?            | ?            | 34       | 5      | ?           | ?          |
| L. Scarafoni   | 4        | 0       | ?           | ?          | 1            | 0            | ?            | ?            | 5        | 0      | ?           | ?          |
| A. Soda        | 18       | 4       | ?           | ?          | 3            | 0            | ?            | ?            | 21       | 4      | ?           | ?          |
| T. Tatti       | 1        | 0       | ?           | ?          | 1            | 0            | ?            | ?            | 2        | 0      | ?           | ?          |
| A. Terracenere | 31       | 2       | ?           | ?          | 3            | 0            | ?            | ?            | 34       | 2      | ?           | ?          |
| C. Urbano      | 3        | 0       | ?           | ?          | 2            | 0            | ?            | ?            | 5        | 0      | ?           | ?          |